# Martin van Duynhoven
Martin van Duynhoven (Boxmeer, 13 juni 1942) is een Nederlands drummer.
Martin van Duynhoven is samen met Han Bennink, John Engels en Pierre Courbois een van de meest gerenommeerde jazzdrummers en percussionisten van Nederland uit de bebopgeneratie van de jaren zestig en zeventig. Deze vier heren hebben ook samen een kwartet genaamd BCDE.
Van Duynhoven begon met het spelen van slagwerk in een harmonieorkest. Hij studeerde van 1959 tot 1962 aan het conservatorium in Tilburg en verhuisde in 1963 naar Amsterdam. In 1966 won hij de tweede prijs in een competitie in Wenen, waarbij bekende jazzmusici zoals Mel Lewis, Julian Cannonball Adderley en Ron Carter in de jury zaten. Hij speelde daarna met vele beroemde artiesten zoals Chet Baker, Frank Wright, Dexter Gordon, en met Willem Breuker. 
In 1975 ontving hij een beurs van het Ministerie van CRM waardoor hij in New York kon gaan studeren. 
Als “vaste” drummer speelde Martin onder meer in het Theo Loevendie Kwartet, en hij had tot 1984 zijn eigen Martin van Duynhoven Percussie Ensemble. Dit ensemble trad vaak op samen met acrobaten, dichters en andere kunstenaars.
Naast zijn bestaan als drummer oefende hij tevens het beroep van grafisch ontwerper uit. 
Sinds 1982 gaf Van Duynhoven een tijd lang voornamelijk soloconcerten en schoolconcerten. In 1984 ontving hij de Boy Edgar-prijs. 
Sinds 1990 maakt hij deel uit van het Ab Baars Trio.
Sinds 1997 speelt Van Duynhoven als vaste drummer bij het ensemble van Frank van Bommel.

## Discografie
- Group 1850 - Paradise Now, Discofoon, VD 7063
- 4 in conversation - Obelisk records (LP 660420) op 20-4-1966 met Frans van Bergen (viool), Paul Ruys (piano) en Arend Nijenhuis (bas)
- 'Number 19' Mal Waldron Trio, Baarn, 05-30-1971, Freedom FLP 41073
- Musicians Union Band - Musicians Union Band, dubbel-LP Polydor, 2675009 (gelegenheidsproject van diverse Nederlandse en Britse popmuzikanten)
- Theo Loevendie 4-tet, Laren, 08-09-1974, Universe Prods UP 1-27
- 'Live at Bim Huis Amsterdam', Willem van Manen 'Contraband' met Theo Jörgensmann, Paul van Kemenade,  Toon de Gouw, Maarten van Norden, o. a., 1988, BVHAAST 8906
- 'Nederlands Turkse ontmoeting in Turkse muziek' Kulsan 1995
- 'Maine' Roswell Rudd/Hans Dulfer Quartet, Amsterdam, 10-28-1976, BVHAAST 011
- 'In A.M. N.Y.76' (Live at Frascati), Martin van Duynhoven Percussion Ensemble, Amsterdam, 12-30-1976, MVD 781
- 'Zeeland Suite' Leo Cuypers, Hilversum, 09-19-1977, BVHAAST 012
- 'Sprok' Ab Baars Trio, Amsterdam- Utrecht, 1994, Geestgronden GG14
- 'A Free Step' Ab Baars Trio, Amsterdam, 1999, Geestgronden GG20;
- 'Songs' Ab Baars trio GG 22;
- 'Four' Ab Baars trio & Roswell Rudd

## Link
Jazzhelden over Martin van Duynhoven
- International Standard Name Identifier: 0000 0000 3122 4497
- Library of Congress Control Number: n94077630
- MusicBrainz: 95e24037-e534-40d3-8b99-35b463ec28dd
- Nederlandse Thesaurus van Auteursnamen: 08986736X
- RKD-Nederlands Instituut voor Kunstgeschiedenis: 25193
- Système universitaire de documentation: 244131449
- Union List of Artist Names: 500585963
- Virtual International Authority File: 43534326
- WorldCat: E39PBJxMpTwMYPJWQKxTXqMtrq